# Cryptic Disk
Cryptic Disk — проприетарная компьютерная программа для шифрования дисков. Позволяет создавать зашифрованный логический (виртуальный) диск, хранящийся в виде файла, а также полностью шифровать раздел жёсткого диска или иного носителя информации, например, USB-флеш-накопитель. Смонтированный том Cryptic Disk подобен обычному логическому диску — шифрование и расшифровка производятся «на лету» (в фоновом режиме), и пользователь не замечает разницы в работе с обычным и зашифрованным диском.

## Возможности Cryptic Disk
Cryptic Disk позволяет создавать зашифрованный виртуальный диск в файле-контейнере, что позволяет легко работать с ним — переносить, копировать (в том числе на внешние устройства в виде файла), переименовывать или удалять.
Также Cryptic Disk позволяет полностью зашифровать раздел жёсткого диска или иного носителя информации, что делает работу более производительной и удобной.
В список поддерживаемых Cryptic Disk алгоритмов шифрования входят AES, Serpent, Twofish, Blowfish и CAST6.
Возможно использование каскадного шифрования различными алгоритмами в любом количестве и порядке, к примеру: Serpent+AES+Twofish+Blowfish. Все алгоритмы шифрования используют режим XTS.
Для генерации ключей шифрования, соли и ключа заголовка программа позволяет выбрать одну из четырёх хеш-функций: HMAC-RIPEMD-256, HMAC-Whirlpool, HMAC-SHA-512, HMAC-SHA-3. Для защиты от перебора паролей используется стандарт PBKDF2.